# Flexi-Rente
Der Begriff Flexi-Rente ist in Deutschland ein politisches Schlagwort, welches während des Gesetzgebungsverfahrens zum RV-Leistungsverbesserungsgesetz (das sogenannte „Rentenpaket“) von Vertretern der Unternehmen und Arbeitgeber als „Gegengewicht“ zum abschlagsfreien Rentenzugang ab dem 63. Lebensjahr in die politische Auseinandersetzung eingebracht wurde. Die damit verbundenen Forderungen zielen auf den Abbau von behaupteten Beschäftigungshürden bei der Weiterbeschäftigung von Mitarbeitern über die Regelaltersgrenze hinaus. Im Fokus stehen dabei insbesondere Änderungen im Arbeits- und Sozialrecht. Ein Teil der angestrebten Änderungen wurde mit dem RV-Leistungsverbesserungsgesetz umgesetzt. Weitere Diskussionspunkte wurden im Rahmen eines Entschließungsantrages der Fraktionen CDU/CSU und SPD beschlossen und mit der Bearbeitung eine Arbeitsgruppe aus Vertretern der beiden Fraktionen sowie der Bundesregierung betraut. Mit dem 1. Juli 2017 ist das „Gesetz zur Flexibilisierung des Übergangs vom Erwerbsleben in den Ruhestand und zur Stärkung von Prävention und Rehabilitation im Erwerbsleben“ (Flexirentengesetz) mit allen Bestimmungen in Kraft getreten.

## Initiative
Die Idee zu dem Ansatz sowie die Prägung des Begriffs „Flexi-Rente“ gingen vom Bundestagsabgeordneten Carsten Linnemann aus, dem Bundesvorsitzenden der Mittelstands- und Wirtschaftsvereinigung der CDU/CSU (MIT). Vor dem Hintergrund des demografischen Wandels und der Diskussion um die Einführung einer „Rente mit 63“ wurde zudem auf der Bundesvorstandssitzung der MIT im Februar 2014 beschlossen, dass der Vorstand der MIT ein Konzept für einen flexiblen Renteneintritt entwirft. Im Laufe der politischen Auseinandersetzung wurde die Initiative um die Frage des Hinzuverdienstes bei Teilrenten erweitert.

## Hintergründe zum Altersübergang und der Initiative
Hintergrund für die Initiative sind verschiedene arbeits- und sozialrechtliche Regelungen, die von den Initiatoren als Beschäftigungshindernis gesehen werden.

### Arbeits- und tarifrechtliche Seite
In Tarifverträgen, Betriebsvereinbarungen oder individuellen Arbeitsverträgen ist zumeist geregelt, dass ein unbefristetes Arbeitsverhältnis endet, wenn der Arbeitnehmer seine individuelle Regelaltersgrenze in der Gesetzlichen Rentenversicherung erreicht hat. Ohne eine derartige Regelung bestünden unbefristete Arbeitsverhältnisse einfach fort. Dies erzeugte das Problem, dass Arbeitsplätze für den Arbeitnehmernachwuchs nicht frei würden, was diesen den Erwerbseinstieg erschwerte.
Eine solche Regelung verbietet jedoch keineswegs (und darf es auch nicht), dass Personen auch über die Regelaltersgrenze hinaus beschäftigt werden oder danach neu eingestellt werden. Enden Arbeitsverträge jedoch mit der Regelaltersgrenze, entsteht arbeitsrechtlich ein Problem, wenn ein (befristetes) Beschäftigungsverhältnis beim selben Arbeitgeber über die Regelaltersgrenze hinaus fortgesetzt werden soll. Für eine solche „Verlängerung“ des (eigentlich neuen) Arbeitsverhältnisses gilt das Teilzeit- und Befristungsgesetz, welches eine sachgrundlose Befristung im Anschluss an eine (mehr als zweijährige) Beschäftigung beim selben Arbeitgeber in der Regel verbietet. Arbeitgeber und Arbeitnehmer konnten dann bis zum 1. Juli 2014 rechtssicher nur ein unbefristetes Arbeitsverhältnis abschließen, mit den oben beschriebenen Problemen. Sollten sie dennoch ein befristetes Arbeitsverhältnis vereinbart haben, trug der Arbeitgeber das Risiko, dass der Mitarbeiter später mit einiger Aussicht auf Erfolg ein unbefristetes Arbeitsverhältnis hätte einklagen können.

### Teilrente und Hinzuverdienst
Vor der Regelaltersgrenze gibt bzw. gab es Hinzuverdienstgrenzen bei Alters- oder Erwerbsminderungsrenten. Renten werden dabei nur in festen Anteilen gezahlt. Bei Altersrenten waren dies bis zum 31. Dezember 2022 die volle Rente oder Teilrenten in Höhe von zwei Dritteln, der Hälfte oder einem Drittel. Bei einer vollen Rente lag der Zuverdienst bei 450 Euro im Monat. Bei einer Teilrente wurde der Hinzuverdienst nach einer komplizierten Formel individuell berechnet und war umso höher, je kleiner der Rententeil ist, der noch gezahlt worden ist. In den alten Bundesländern betrug diese im Jahr 2014 bei einem „Durchschnittsverdiener“
- für eine ⅔-Teilrente: 1.078,35 Euro
- für eine ½-Teilrente 1.576,05 Euro
- für eine ⅓-Teilrente bei 2.073,75 Euro.

Dabei ergab sich das Problem, dass ein „Überschreiten“ einer Hinzuverdienstgrenze auch nur um wenige Euro bereits dazu führte, dass die nächstniedrigere Teilrente gezahlt (oder die Rentenzahlung ganz eingestellt) wird. Dadurch ergaben sich regelmäßig erhebliche Einkommensrückgänge für den Rentner.
Ab der Regelaltersgrenze gibt es jedoch keine Hinzuverdienstgrenzen mehr; es kann dann also beliebig viel hinzuverdient werden.

### Sozialrechtliche Seite
Die sozialrechtliche Seite stellt sich vielschichtig dar. Hierbei müssen zwei grundsätzliche Themenkomplexe unterschieden werden:
1. Beschäftigung neben einer Vollrente
2. Beschäftigung nach der individuellen Regelaltersgrenze

#### Beschäftigung neben einer Vollrente
Bezieht ein Versicherter eine Vollrente (also keine Teilrente) wegen Alters, dann ist er nicht mehr in der Gesetzlichen Rentenversicherung pflichtversichert. Er zahlt daher auch keine Beiträge und erwirbt auch keine zusätzlichen Rentenansprüche durch die Beschäftigung. Der Arbeitgeber hingegen zahlt weiterhin den halben Beitrag (sogenannter isolierter Arbeitgeberbeitrag). Der isolierte Beitrag wird erhoben, damit Arbeitgeber aufgrund der geringeren Sozialabgaben durch die Beschäftigung von Vollrentnern keinen finanziellen Vorteil haben. Aufgrund der Hinzuverdienstgrenze von 450 Euro bei einer Vollrente vor der Regelaltersgrenze spielt diese Frage jedoch erst nach der Regelaltersgrenze (also bei freiem Hinzuverdienst) faktisch eine Rolle.

#### Beschäftigung nach der Regelaltersgrenze
Personen, die jenseits der Regelaltersgrenze beschäftigt werden, sind nicht mehr arbeitslosenversichert. Die Beschäftigten zahlen also keine Beiträge mehr zur Arbeitslosenversicherung, bekommen im Falle ihrer Arbeitslosigkeit aber auch keine Leistungen mehr. Auch hier zahlt der Arbeitgeber weiterhin seinen Anteil zur Arbeitslosenversicherung (isolierter Arbeitgeberbeitrag).

## Das Rentenpaket der Bundesregierung 2014
Der arbeitsrechtliche Teil der Flexi-Rente wurde infolge des am 23. Juni 2014 beschlossenen und am 1. Juli 2014 in Kraft getretenen RV-Leistungsverbesserungsgesetzes umgesetzt. Demnach ist es Arbeitnehmern und Arbeitgebern nun möglich, durch „Vereinbarung während des Arbeitsverhältnisses den Beendigungszeitpunkt des Arbeitsverhältnisses, gegebenenfalls auch mehrfach, hinauszuschieben.“ Dies war nötig geworden, weil in der Regel in Tarif- oder Arbeitsverträgen vorgesehen ist, dass das Arbeitsverhältnis mit dem Erreichen der Regelaltersgrenze in der gesetzlichen Rentenversicherung endet. Nach der bisherigen Rechtslage konnte der Wunsch nach einem individuellen, späteren Erwerbsaustritt in der Praxis nicht rechtssicher umgesetzt werden. Mit der gesetzlichen Neuregelung in § 41 SGB VI Satz 3 wird es Arbeitgebern und Arbeitnehmern nun erlaubt, auch nach Erreichen der Regelaltersgrenze einvernehmlich das Arbeitsverhältnis für einen von vornherein bestimmten Zeitraum rechtssicher fortsetzen zu können. Die Regelaltersgrenze, mit der viele Arbeitsverhältnisse automatisch enden, ist damit unwichtiger geworden.
Der sozialrechtliche Teil der Flexi-Rente wurde in einer dafür geschaffenen Arbeitsgruppe von Parlaments- und Regierungsvertretern sondiert. So hatte es der Deutsche Bundestag über einen Entschließungsantrag der Fraktionen CDU/CSU und SPD am 23. Juni 2014 beschlossen.

## Das Flexirentengesetz
In einer Arbeitsgruppe zwischen Vertretern der Koalitionsfraktionen im Deutschen Bundestag und der Bundesregierung wurde Einigung über einige Punkte erzielt. Am 8. Dezember 2016 wurde das Flexirentengesetz verkündet (BGBl. I S. 2838). Teile daraus traten zum 1. Januar 2017 in Kraft, der übrige Teil zum 1. Juli 2017.

### Teilrentenmodell
Die grundsätzliche Möglichkeit, die Altersrente nicht nur als Vollrente, sondern auch als Teilrente zu beziehen, wurde mit dem Rentenreformgesetz 1992 (beschlossen 1989) in die gesetzliche Rentenversicherung eingeführt. Aufgrund einer komplizierten Hinzuverdienstregel vor der Regelaltersgrenze und da nur wenige Renten als Teilrenten bezogen werden, wurde schon häufiger eine Veränderung dieser Regelung diskutiert. So wurde beispielsweise in der Legislaturperiode 2009–2013 eine sogenannte „Kombi-Rente“ vorgeschlagen. Jetzt bleiben einheitlich bei allen vorgezogenen Altersrenten Einkünfte bis zu einem Jahresbetrag von 6300 Euro anrechnungsfrei. Einkünfte, die diese Grenze überschreiten, werden pauschal zu 40 Prozent bis zum Erreichen des Hinzuverdienstdeckels auf die laufende Rente angerechnet. Der Hinzuverdienstdeckel errechnet sich aus den höchsten Entgeltpunkten (EP) der letzten 15 Jahre multipliziert mit 2975 EUR (Wert für 2017, jährliche Anpassung). Überschreitet der Hinzuverdienst + Rente − Kürzung 40 % den Hinzuverdienstdeckel, wirkt die Überschreitung mit 100 % rentenmindernd.
Die Entgeltpunkte ergeben sich aus der Renteninformation. Dort sind die einzelnen Kalenderjahre mit den errechneten EP jeweils aufgeführt (als Punkte mit vier Nachkommastellen). Wichtig ist es, dass es sich um die aktuellste Renteninformation handelt. Wenn sich der Beschäftigte jedoch schon im Rentenbezug befindet, sind die EP aus dem Rentenbescheid zu entnehmen.
Der angerechnete Teil der Rente wird als Teilrente zurückgestellt. Er erhöht sich bis zur Regelaltersgrenze weiter um die zusätzlichen Beitragszahlungen und wird für die Dauer der Beschäftigung abschlagsfrei gestellt.

### Der sozialrechtliche Teil der Flexi-Rente
Personen, die eine Vollrente wegen Alters beziehen, waren bis zum Gesetz 2016 unabhängig von ihrem Alter nicht mehr in der Rentenversicherung pflichtversichert. Ab der Regelaltersgrenze endete die Versicherungspflicht in der Arbeitslosenversicherung. Um Kostenvorteile bei der Beschäftigung von (Voll-)Rentnern zu vermeiden, mussten die Arbeitgeber (ähnlich wie bei „Minijobs“) weiterhin ihren Anteil des regulären Beitragssatzes tragen. Hieraus entstanden jedoch keine weiteren Leistungsansprüche für den beschäftigten Rentner. Auch diese Regelung stand in der Arbeitsgruppe zur Kritik. Jetzt können die Rentenversicherungsbeiträge des Arbeitgebers durch freiwillige Zahlungen der Arbeitnehmer „aktiviert“ werden (Opt-In). Leistet auch der Arbeitnehmer seinen Anteil, so wirken sich die Rentenbeiträge auch rentensteigernd auf die laufende Rente aus.

### Änderungen im SGB II
Die Regelung, dass SGB-II-Leistungsempfänger verpflichtet sind, nach Vollendung des 63. Lebensjahres eine Rente wegen Alters vorzeitig in Anspruch zu nehmen (die sogenannte Zwangsverrentung), wurde in der Arbeitsgruppe mit Blick auf finanzielle und systematische Aspekte ebenfalls geprüft. Ihr wurde mit der sogenannten Unbilligkeitsverordnung entgegengewirkt. Diese seit ihrer Einführung im Jahr 2008 mehrmals geänderte Verordnung legt fest, unter welchen Umständen kein Vorrang von Rentenleistungen vor SGB-II-Leistungen gilt, was bedeutet, dass in diesen Fällen keine Zwangsverrentung geschieht.

## Kritik
Der Vorstoß wird insbesondere aus dem Lager der Sozialverbände und Gewerkschaften kritisiert, insbesondere da die Vorschläge sich nicht auf „flexible Übergänge bis zur Rente“ beziehen, sondern auf ein „Weiterarbeiten nach der Rente“. So schlug der DGB stattdessen vor, eine Teilrente bereits ab dem 60. Lebensjahr zu ermöglichen, um einen gleitenden Ausstieg aus dem Erwerbsleben anzustreben.
Die Reform des Flexirentengesetz schaffe nach Burkhard Scherf deutliche Verbesserungen für die Nutzung einer Teilrente, da ein Hinzuverdienst bei vorzeitigem Rentenbezug nun nicht mehr zu starren, sondern die Abzüge proportional zur Höhe des Hinzuverdienstes berechnet werden. Gleichzeitig würden die Rahmenbedingungen für eine Beschäftigung nach Erreichen der Regelaltersgrenze für die Arbeitsvertragsparteien verbessert.
2017 bezogen 4 826 Arbeitnehmer eine Teilrente gegenüber 2 843 in 2016. Ihr Anteil an allen Neurenten lag deutlich unter einem Prozent. Musterberechnungen der Stiftung Warentest zeigen, dass nicht alle Versicherte von der Neuregelung profitieren würden.